# Jaworze (Silezië)
Jaworze is een dorp in het Poolse woiwodschap Silezië, in het district Bielski (Silezië). De plaats maakt deel uit van de gemeente Jaworze en telt 6 195 inwoners.

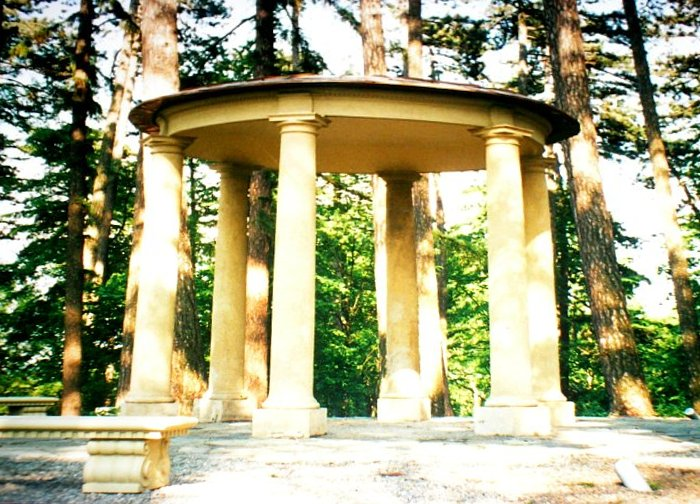
Glorieta na wierzchołku wzgórza Goruszka